# Allée Saint-John-Perse
L'allée Saint-John-Perse est une voie du 1er arrondissement de Paris, en France.

## Situation
L'allée Saint-John-Perse est une voie située dans le 1er arrondissement de Paris. Elle débute  rue Berger et se termine place René-Cassin.

## Origine du nom

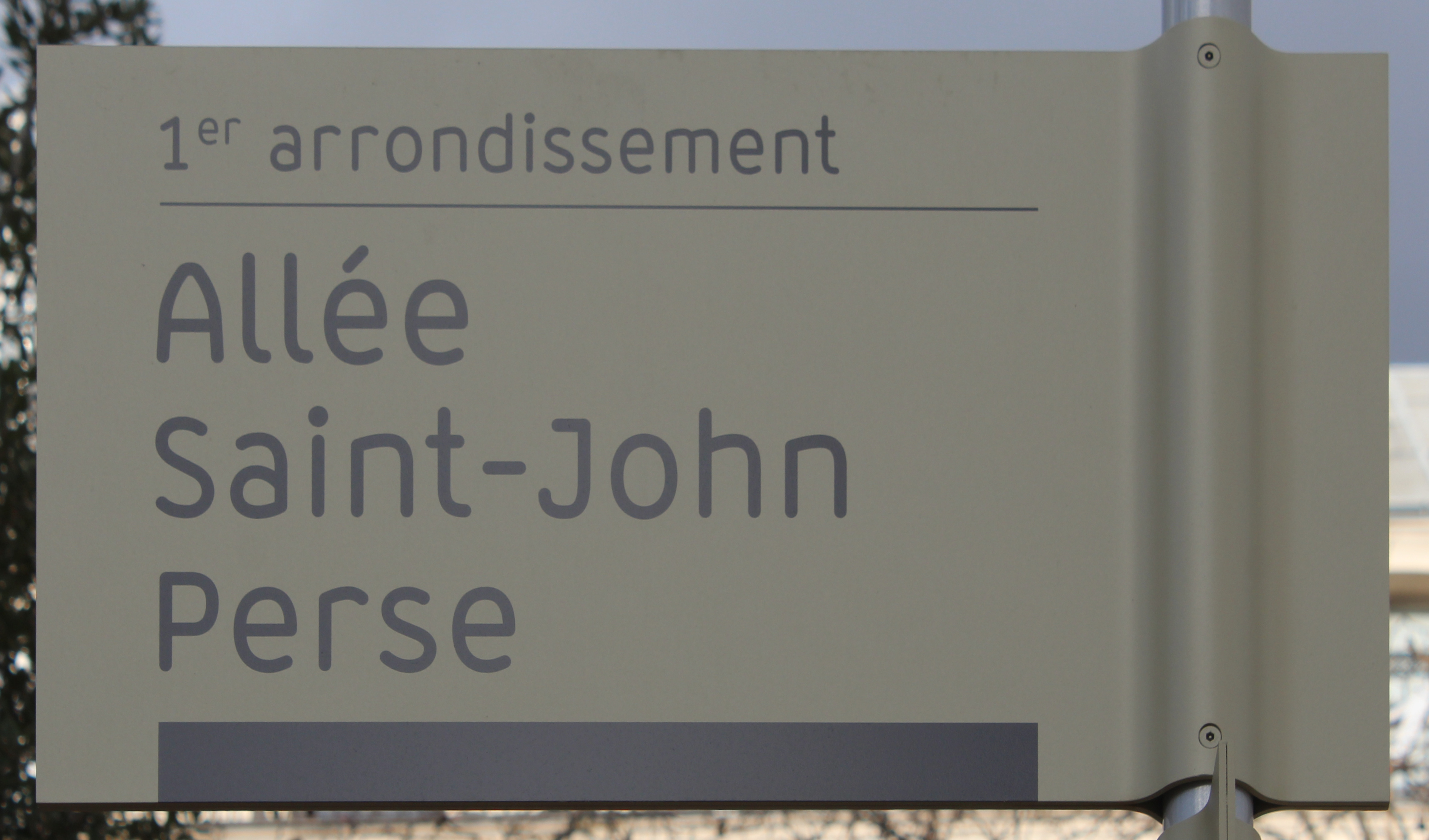
Plaque de l'allée.

Elle porte le nom de Saint-John Perse (1887-1975), diplomate et poète français.

## Historique
Cette voie du secteur des Halles, qui avait été provisoirement dénommée « voie N/1 », prend son nom actuel le 26 août 1985.
Elle fait partie d'un ensemble d'allées dédiées à des écrivains.

## Pour approfondir